# Coleção de dados

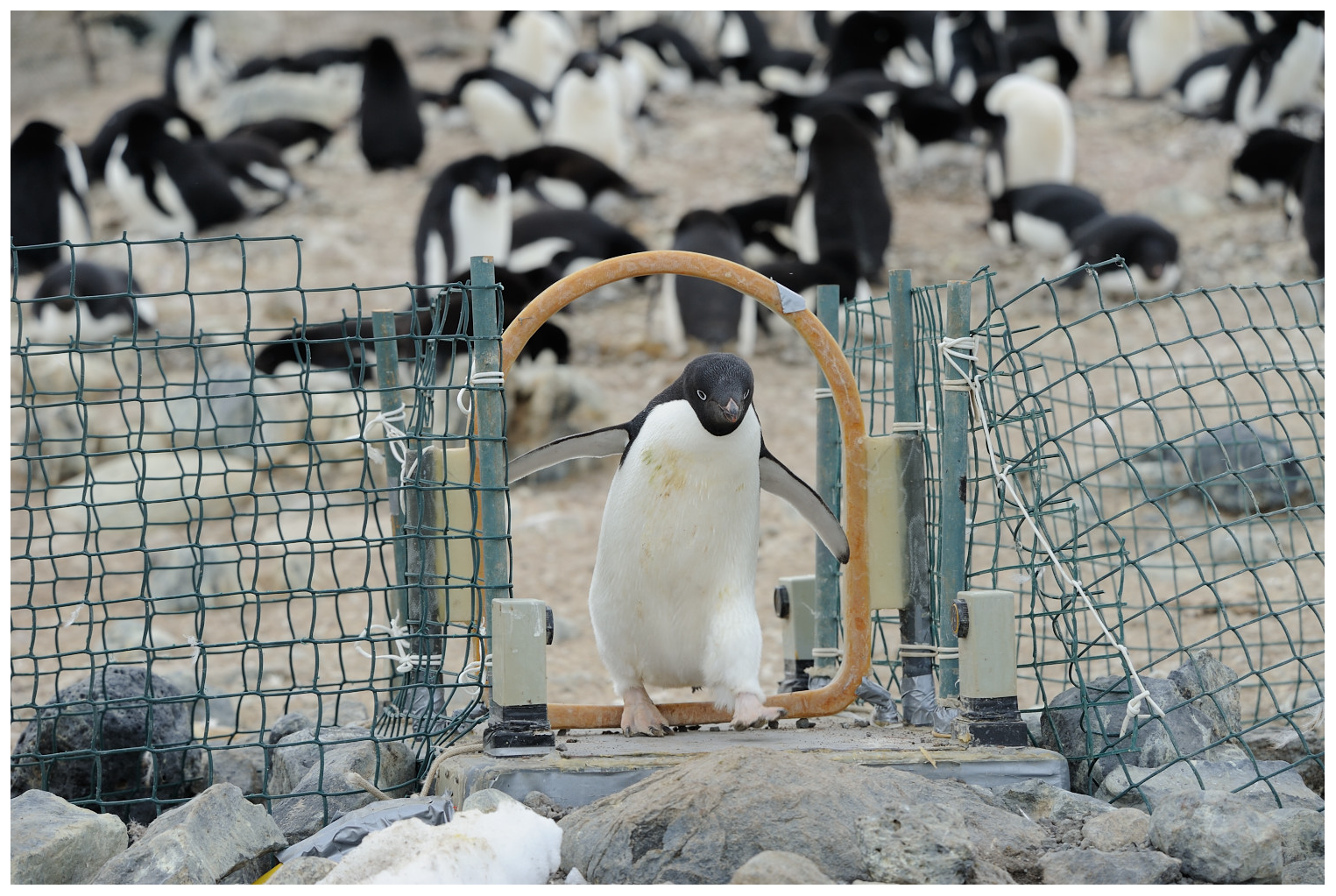
Pinguins-de-adélia são identificados e pesados cada vez que eles atravessam uma báscula automatizada, em seu caminho para/vindo do mar.

Coleção de dados é o processo de coletar e mensurar informações em variáveis de interesse, numa metodologia sistemática estabelecida que permitam alguém responder perguntas de pesquisas apresentadas, teste de hipóteses e avaliar resultados. O componente de pesquisa da coleção de dados é comum a todos os campos de estudo, incluindo as ciências físicas, sociais, humanas, negócios, etc. Enquanto métodos variam por disciplina, a ênfase em certificar uma coleção acurada e honesta permanece a mesma.
Independente do campo de estudo ou preferencia da definição de dados (quantitativo,qualitativo), coleção de dados acurada é essencial para manter a integridade de pesquisas. Ambas as seleções de instrumentos apropriados para a coleção (existentes, modificados, ou desenvolvidos recentemente) e instruções deliberadamente claras para o seu uso correto a fim de reduzir probabilidade de erros ocorrerem.
Um processo de coleção de dados formal é necessário para assegurar que os dados obtidos são tão bem definidos quanto acurados e que as decisões subsequentes em argumentos embasados nas informações achadas são válidas. O processo gera uma base de referência na qual se deve medir-se e em certos casos um alvo em que se deve melhorar.
Consequências de uma coleção de dados impropria incluem:
- Inabilidade de responder perguntas de pesquisas acuradamente.
- Inabilidade de repetir e validar o estudo.

Resultados de buscas distorcidos resultam em recursos desperdiçados e podem desencaminhar outros pesquisadores em perseguir vias de investigação infrutíferas. Isso compromete decisões para políticas públicas, assim como causa danos aos indivíduos participantes destas.
Enquanto o nível do impacto de uma coleção de dados defeituosa pode variar entre disciplinas e natureza da investigação, há um potencial em causar perigos desproporcionais quando esses resultados são usados para auxiliar implementações de melhorias políticas.